# Camponotus trepidulus
Camponotus trepidulus är en myrart som beskrevs av William Steel Creighton 1965. Camponotus trepidulus ingår i släktet hästmyror, och familjen myror. Inga underarter finns listade.

## Bildgalleri

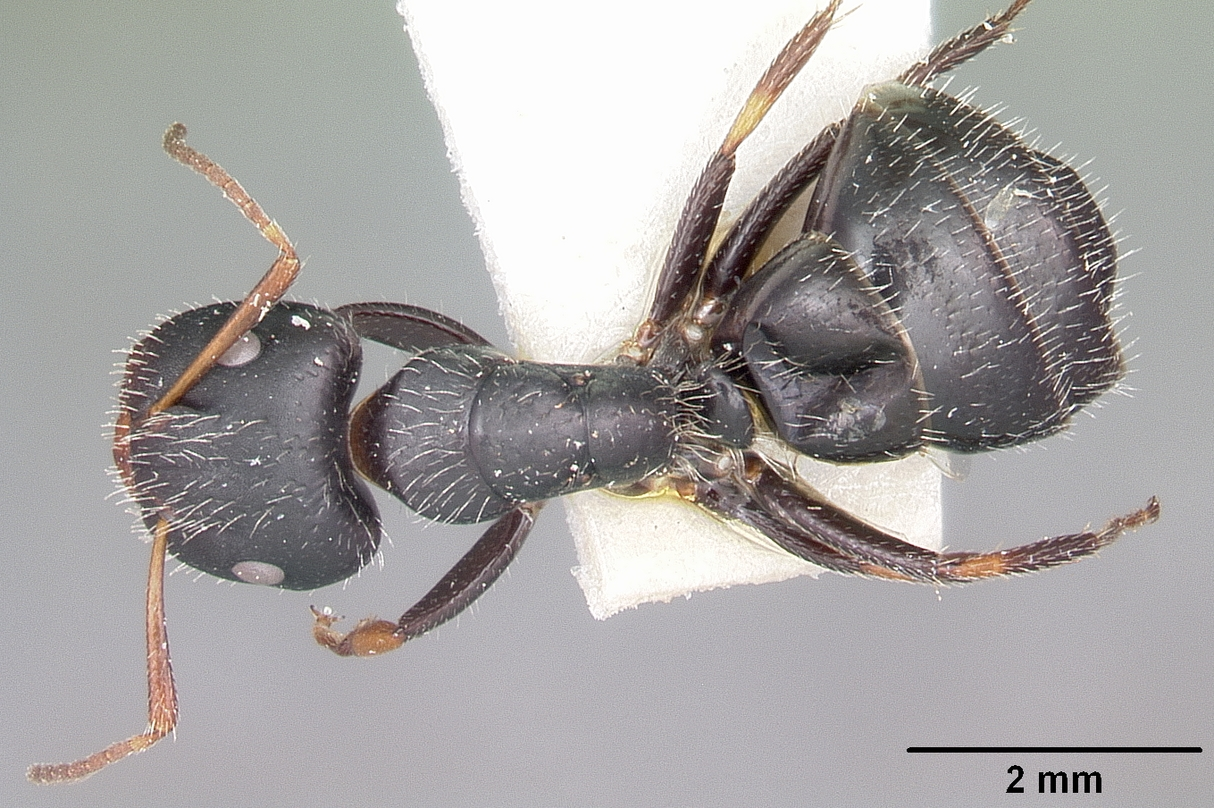
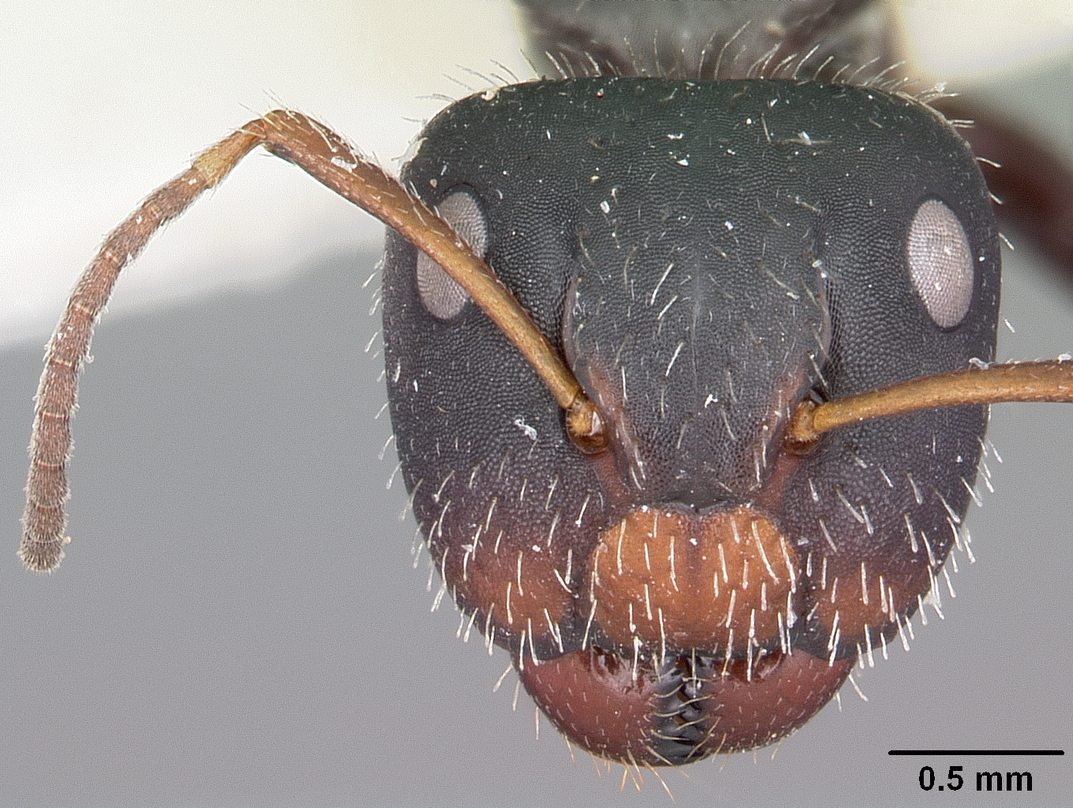
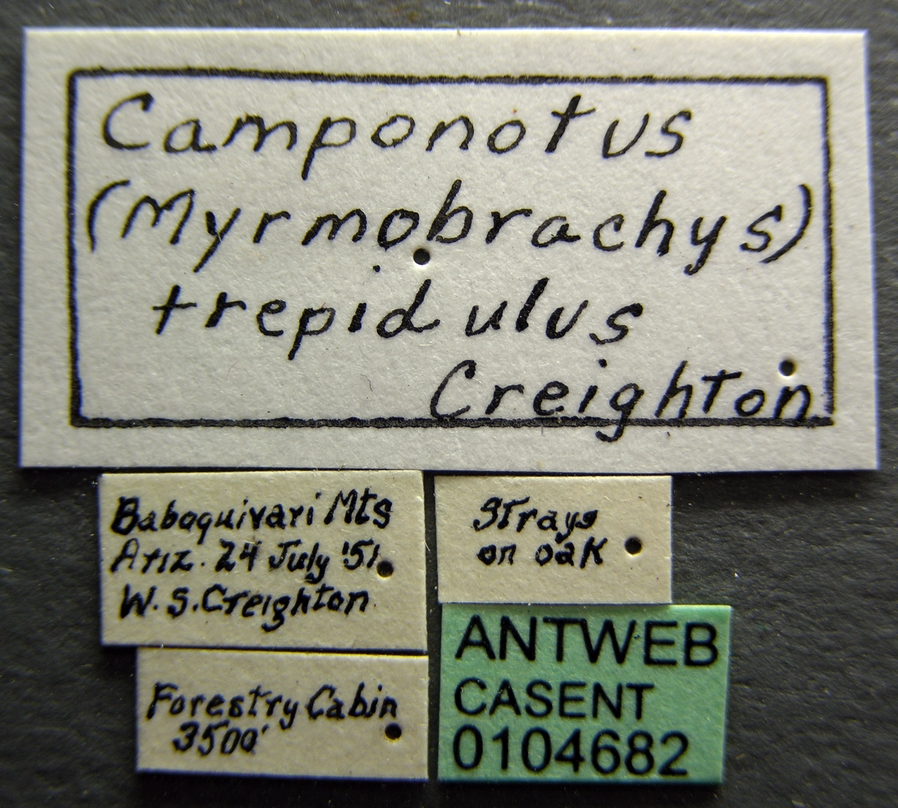
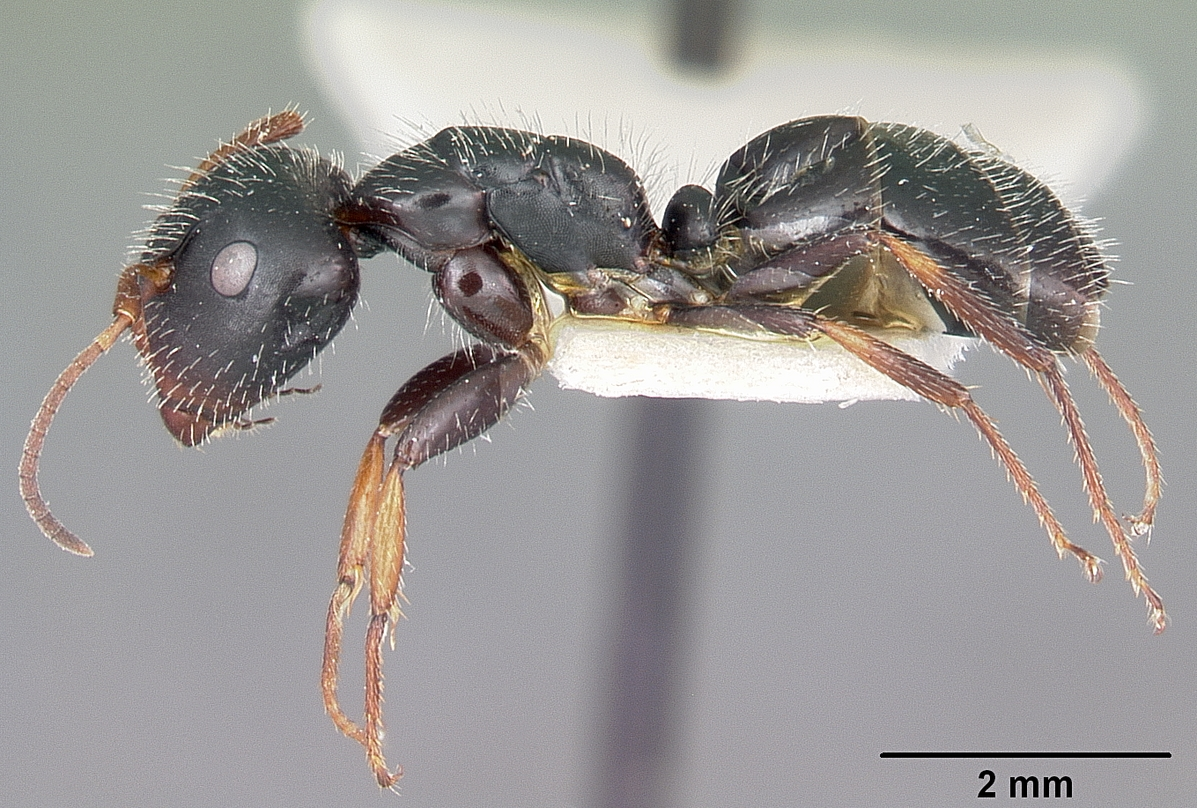
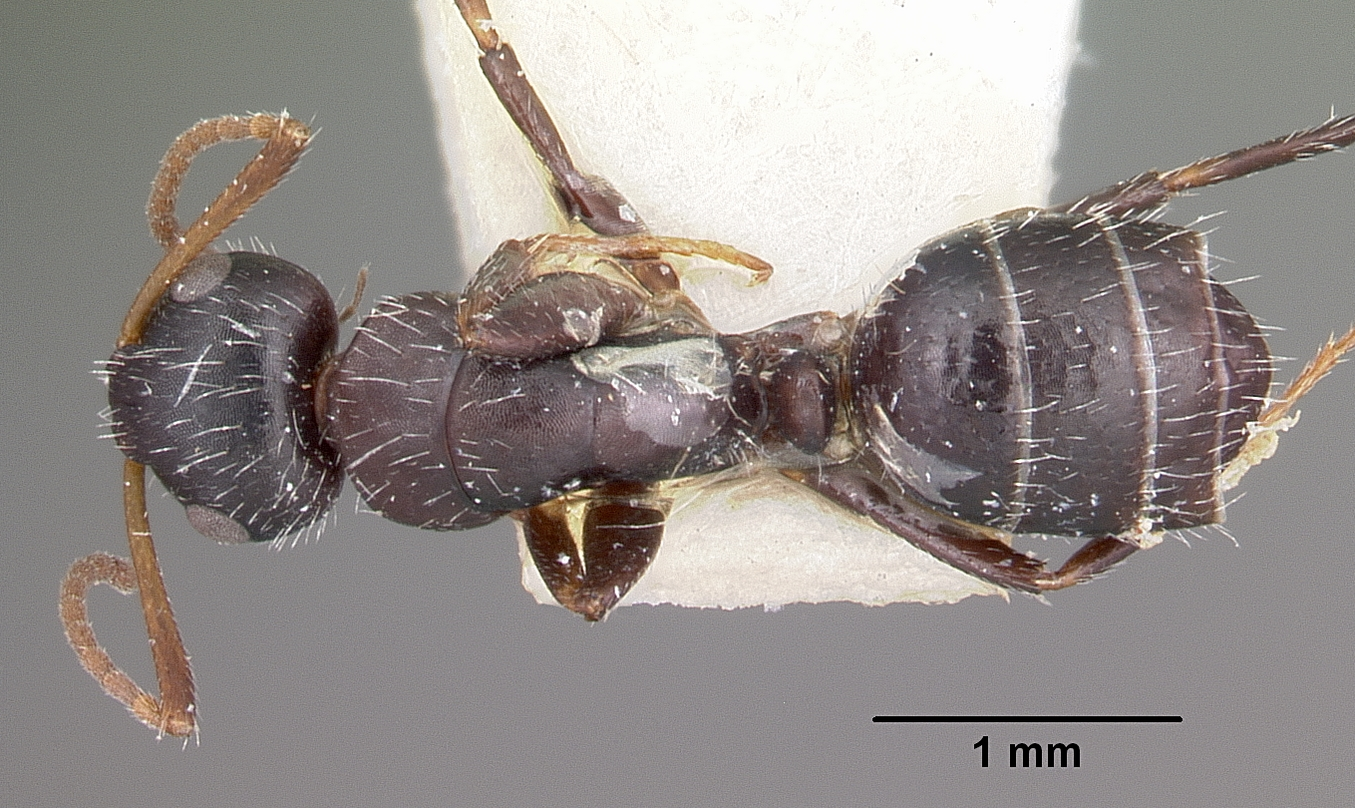
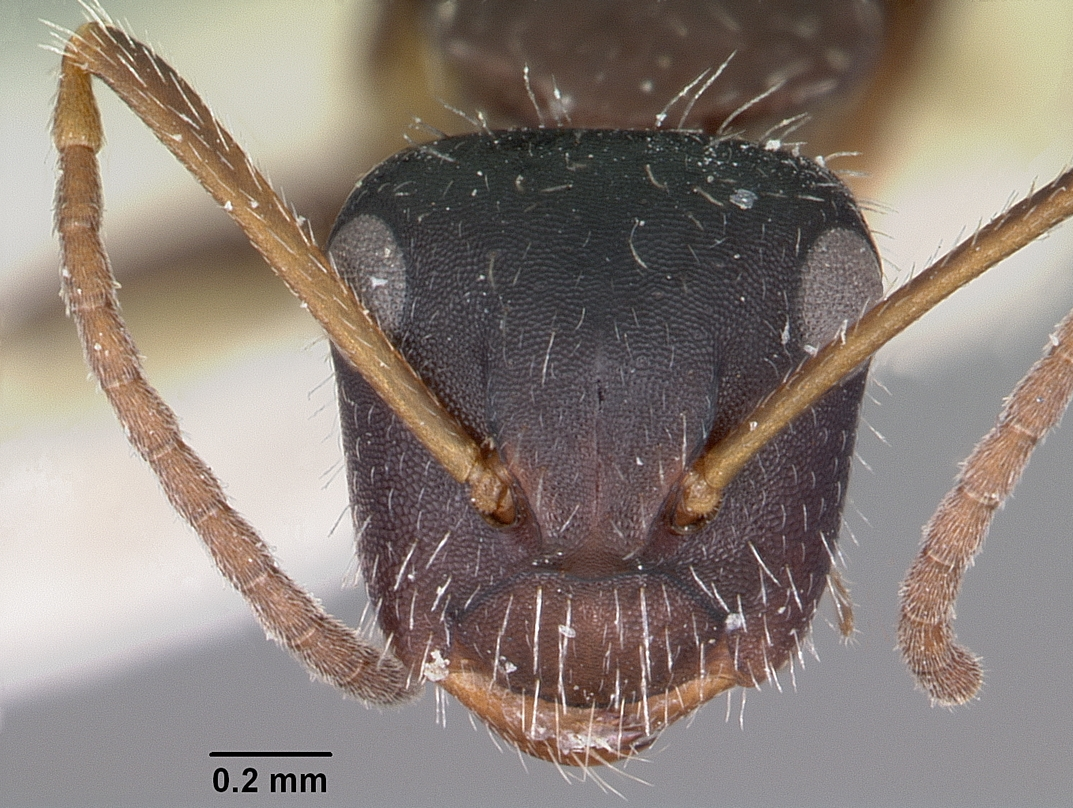